# В тени (фильм, 2012)
В тени (по-чешски Ve stínu, по-словацки V tieni) - чешско-словацкая криминальная драма чешского режиссёра Давида Ондржичека. Фильм снят в 2012 году. Действие разворачивается в Чехословакии в течение двух недель до денежной реформы 1953 года. На вручении кинопремии Чешский лев в марте 2013 года фильм выиграл 11 наград. В России фильм "В тени" в переводе Дианы Шведовой (Белоруссия) и Андрея Ефремова (Россия) был показан на Фестивале словацкого кино в киноклубе "Фитиль" (Москва) 27 июня 2014 года и на Фестивале европейского кино в Калининграде 1 ноября 2014 года. Фильм также демонстрировался в Словацком культурном центре в Москве. 
Изначальное чешское название фильма - В тени лошади, однако эпизод с убитой лошадью (самый дорогой во всём фильме) не вошёл в фильм, По задумке режиссёра Давида Ондржичека, главного героя - капитана Гакла - должен был убить коммунист, постепенно перешедший в оппозицию, но актёр Иван Троян, сыгравший капитана Гакла, эту идею не принял.
Премьера фильма в Чехии прошла под знаком памяти актёра Радослава Брзобогатого (несмотря на то, что в фильме он не снимался), скончавшемуся за день до премьеры (в день премьеры ему должно было исполниться 80 лет). В кинотеатрах Чехии фильм демонстрировался как на цифровых носителях, так и на классических копиях. Чешская академия кино и телевидения выдвинула фильм "В тени" на премию "Оскар" в номинации Лучший фильм на иностранном языке, но фильм не был номинирован.
На фестивале Наград чешских кинокритиков фильм получил приз за лучший фильм, лучшую режиссуру, лучшую операторскую работу и лучшую музыкальную композицию, а также за лучшую мужскую роль первого плана (актёр Иван Троян). Фильм также участвовал в номинации "лучший сценарий", "лучшая мужская роль второго плана" (актёр Себастьян Koх) и "лучшая женская роль первого плана" (словацкая актриса Соня Норисова). Фильм также удостоен премии Трилобит.
На вручении премий Чешский лев фильм получил девять главных призов (лучший фильм, лучшая режиссёрская работа, лучший сценарий, лучшая операторская работа, лучший монтаж, лучшая звукорежиссёрская работа, лучший музыкальная тема, лучшая художественная постановка и лучшая мужская роль первого плана (Иван Троян). Фильм также участвовал в номинациях "лучшая женская роль первого плана" (Соня Норисова) и "лучшая мужская роль второго плана" (Себастьян Koх). Фильм получил приз кинокритиков и теоретиков как лучший полнометражный художественный фильм и приз за лучший постер. Если учитывать и последние два приза, то фильм В тени получил в общей сложности 11 чешских львов, чем превзошёл по количеству чешских львов фильм Нужно убить Секала (1998).

## Производство
Начало съёмок было запланировано на 5 марта 2011 года, фильм должен был сниматься в течение 45 дней. Места съёмок: Прага, Польша и студия Баррандов.
Подготовка к съёмкам продлилась четыре года, было написано 17 версий сценария. Производство фильма осуществилось при финансовой поддержке компании RWE, Государственного фонда Чешской республики по поддержке и развитию чешской кинематографии, европейского фонда Eurimages, бюджета чешской столицы Праги и Польского института кинематографии. По предложению американского дистрибьютора и сопродюсера Эхуда Блайберга фильм, после того, как не попал на Берлинале, полностью перемонтирован (в окончательном монтаже принимал участие чешский кинорежиссёр, представитель Чехословацкой новой волны Иван Пассер). Премьерный показ, таким образом, был перенесён с февраля на сентябрь 2012 года. Фильм был сокращён, также была заменена музыкальная композиция.
Музыку к фильму написали чешский композитор Ян П.Мухов и словацкий композитор Михал Новинский. Мухов и Новинский работали над музыкальной темой с лета 2011 года. Музыка была удостоена Премией чешской кинокритики и Чешским львом. В сотрудничестве с чешской певицей Сарой Вондрашковой (творческий псевдоним - Never Sol) Мухов и Новинский сочинили и записали основную песню фильма "В тени" - Lay Down (к песне существует клип).
Авторы сценария - Марек Эпштейн, Миша Вотруба, Давид Ондржичек
Оператор - Адам Сикора
Продолжительность - 106 минут
Язык фильма - чешский.
Бюджет - 70 млн. чешских крон

## В ролях
| Актёр             | Роль                       |
| ----------------- | -------------------------- |
| Иван Троян        | капитан Гакл               |
| Себастьян Кох     | майор Зенке                |
| Соня Норисова     | Йитка, жена капитана Гакла |
| Иржи Штепничка    | Панек                      |
| Давид Швеглик     | Бенё                       |
| Марек Тацлик      | Бареш                      |
| Филип Антонио     | Том, сын капитана Гакла    |
| Мартин Мышичка    | Йилек                      |
| Мирослав Кробот   | Кирш                       |
| Галка Тршешнякова | переводчица с немецкого    |
| Марта Иссова      | цветочница                 |

## Отзывы
- Kamil Fila, Respekt.cz
- Mirka Spáčilová, iDNES.cz
- Petr Čihula, MovieZone.cz
- František Fuka, FFFilm
- Ve stínu – 67 % на Film CZ

## Внешние ссылки
- Официальный сайт фильма
- В тени в Чешско-Словацкой базе данных кино
- В тени на Kinobox.cz
- В тени, в базе данных Кино
- (на английском языке) В тени в Internet Movie Database